# Gobierno del Reino de Montenegro en el exilio
El Gobierno del Reino de Montenegro en el exilio (en serbio/montenegrino cirílico: Влада у егзилу Краљевине Црне Горе; Vlada u egzilu Kraljevine Crne Gore) o el Reino de Montenegro en el exilio (en serbio/montenegrino cirílico: Краљевина Црна Гора у изгнанству; Kraljevina Crna Gora u izgnanstvu) fue la época del reino  de Montenegro durante la ocupación militar austrohúngara en su territorio, con la creación de un gobierno en el exilio en Francia, con la capital Burdeos (1916) y Neuilly-sur-Seine (1916-1922), y allí estaban el entonces rey de Montenegro, Nicolás I, de la dinastía Petrović-Njegoš, el gobierno y la asamblea montenegrina. Desde la liberación de los aliados de Cetiña, el gobierno se mantuvo en Francia y se creó en Montenegro la Asamblea de Podgorica el 28 de noviembre de 1918, en la que tres días después, el 1 de diciembre de 1918, se fundó el Reino de los Serbios, Croatas y Eslovenos, siendo el Reino de Montenegro como provincia yugoslava hasta 1922 fundando el Banovina de Zeta.

## Antes de la Primera Guerra Mundial

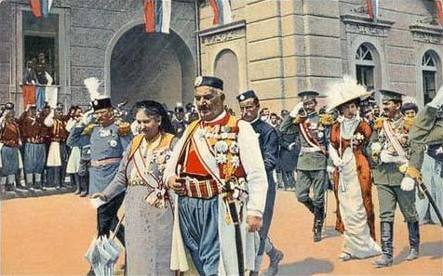
Proclamación del Reino de Montenegro, en Cetiña, el 28 de agosto de 1910

El Reino de Montenegro fue fundado el 28 de agosto de 1910, en el 50° aniversario del reinado del Príncipe Nicolás I, siendo el líder monárquico más longevo de la historia y de todos los países balcánicos, autoproclamándose rey de Montenegro desde la constitución de 1905 bajo una monarquía constitucional en la que convirtió a Montenegro en la última monarquía constitucional de toda Europa. Nicolás I tenía malas relaciones con el Imperio Austrohúngaro de Francisco José, a través de la base naval austrohúngara de Kotor, que quería tener en sus manos. En 1911 comenzó la primera guerra de los Balcanes, siendo Montenegro de la Liga Balcánica, junto con Serbia, Grecia y Bulgaria, contra el "decadente" Imperio otomano. Montenegro fue el primer país balcánico en declarar la guerra al Imperio otomano. Montenegro, el país más pequeño de la Península balcánica, poseía un increíble poder militar contra los otomanos: 44.500 soldados y decenas de cañones. Montenegro fue el primer país balcánico en atacar la ciudad otomana de Novi Pazar, para liberar a los cristianos sometidos a los otomanos. Montenegro capturó a Escútari o Shkodër. Tras el final de la Primera Guerra de los Balcanes, Montenegro consiguió la totalidad del Metojia, a excepción del área de Prizren que la obtuvo Serbia. Tras la acusación búlgara de Serbia  por conquistar territorios no conquistados, Bulgaria declaró la guerra a Serbia, dando inicio a la segunda guerra de los Balcanes. Tras un pacto secreto entre Serbia y Grecia, ambos declararon la guerra a Bulgaria, Montenegro apoyando a Serbia junto a Rumanía, desde territorio de Dobruja, y el Imperio otomano por los territorios de Edirne y Tracia oriental. Montenegro contaba con 12.800 soldados junto a los serbios, donde hubo 241 muertos y 961 heridos. Bulgaria sería derrotada en poco tiempo entregando Dobruja a Rumanía, que la tomó de Macedonia a Serbia, algunos territorios del sur a Grecia y Edirne y la Tracias orientale al Imperio otomano. El 28 de junio de 1914 el archiduque Francisco Fernando, heredero al trono austrohúngaro, y su esposa Sofía Chotek fueron asesinados en Sarajevo por el joven nacionalista serbobosnio Gavrilo Princip. Austria-Hungría había prometido un ultimátum a Serbia, pero lo rechazo, entonces Austria-Hungría declaró la guerra a Serbia, Rusia a la defensa de todos los eslavos, especialmente Serbia y Montenegro, le declaró la guerra a Austria-Hungría. Alemania, aliado de Austria-Hungría, le declaró la guerra a Rusia, y Francia, aliado de Rusia, le declaró la guerra a Alemania, comenzando la Primera Guerra Mundial.

## Montenegro en la Primera Guerra Mundial
Montenegro declararía la guerra a Austria-Hungría el 6 de agosto de 1914 en favor de la zona en disputa de Kotor, a pesar de ser una base naval austrohúngara. Montenegro moviliza a 45-50.000 hombres (casi 1/10 de la población total) bajo el liderazgo serbio o en el general Janko Vukotić. Montenegro ayudó a Serbia en la Campaña de Serbia de 1914 contra los austrohúngaros, siendo derrotados. A finales de 1915, tras la unión de Bulgaria a las Potencias Centrales, movilizó sus tropas el 5 de noviembre de 1915, derrotando a Serbia en menos de un mes. Montenegro sería el único país balcánico aliado que resistiría la invasión austohúngaro-búlgara, pero no fue muy efímero. El rey Nicolás se exilió con su familia, el gobierno y la asamblea en Burdeos, que entonces era la capital de la Tercera República francesa se movió por miedo a los alemanes que tomarían París. El rey dio todas las órdenes a Vukotić, siendo jefe de Gabinete del Mando Supremo de Montenegro.

## Campaña de Montenegro
Austria-Hungría comenzó la invasión de Montenegro el 5 de enero de 1916, iniciando la campaña de Montenegro, cuando el Ejército austrohúngaro contaba con 100 mil soldados contra 50 mil soldados montenegrinos (el máximo en el ejército montenegrino), es decir, los austrohúngaros doblaban a los montenegrinos. Desde el inicio de la invasión, los austrohúngaros comenzaron con el pie izquierdo, tratando de tomar el pueblo de Mojkovac el 6 de enero de 1916 con 20 mil hombres, pero 6.500 soldados montenegrinos los derrotaron el 7 de enero de 1916 y, además, los austrohúngaros casi cuadruplicaban a los montenegrinos. Fue la primera victoria de Montenegro en la Primera Guerra Mundial. El ejército austrohúngaro avanzó sin grandes dificultades por el pequeño ejército montenegrino y tomó Cetiña el 18 de enero de 1916, obligando al ejército montenegrino a capitular, y a firmar la rendición definitiva montenegrina a Vukotić.

## Gobierno en el exilio
Tras la invasión austrohúngara del Reino de Montenegro, el país quedó ocupado militarmente desde el fin de la campaña de  Montenegro, el 18 de enero de 1916, hasta la liberación aliada de Cetiña y el resto de Montenegro el 4 de noviembre de 1918. Fundó un gobierno montenegrino durante en el exilio en Francia, siendo el rey Nicolás I, con los cargos de primer ministro del Reino de Montenegro en el exilio y Ministro de Defensa del Reino de Montenegro en el exilio. El gobierno estuvo 2 años en el exilio hasta que en 1918 Cetiña fue liberado de la manos austrohúngaros por los aliados. Austria-Hungría, ya en decadencia por su diversidad étnica, multiculturalidad y regiones en disputa, se disolvió tras el Tratado de Saint-Germain-en-Laye y Trianón.

### La unión del Reino de Montenegro con el Reino de Serbia
El 4 de noviembre de 1918, 24 días después, tras la liberación de los aliados de Cetiña, el 28 de noviembre, se celebró la Gran Asamblea Nacional del Pueblo Serbio de Montenegro, comúnmente más conocida como Asamblea de Podgorica, en la que montenegrinos y serbios étnicos votaron si querían unirse al Reino de Serbia o si querían estar como estado independiente de Serbia. La mayoría de la gente vota para unirse al Reino de Serbia, para formar el Reino de los Serbios, Croatas y Eslovenos. El gobierno en el exilio de Montenegro no pudo regresar porque el país no era independiente y estaba al mando de la entonces dinastía del Reino de Serbia, la dinastía Karađorđević.

### Desde la provincia yugoslava del Reino de Montenegro hasta el banovina de Zeta
El gobierno en el exilio montenegrino continuó en el exilio durante 4 años, hasta que la provincia yugoslava del Reino de Montenegro se convirtió en la Banovina de Zeta, haciendo disolver al gobierno y los cargos de primer ministro del Reino de Montenegro en el exilio y ministro de Defensa del Reino de Montenegro en el exilio. La dinastía aún estaba vigente, pero también en Neuilly-sur-Seine, Francia.